# Realizar Worldwide Events
A Realizar Worldwide Events é uma empresa multinacional, com sede no Reino Unido, dedicada à produção de eventos conjugando a criatividade, a arte e a tecnologia na promoção de marcas e instituições. 
Os seus principais serviços centram-se na concepção e produção de soluções criativas, originais e inovadoras, através de eventos de grande escala, celebrações e eventos públicos, galas, eventos corporativos e desportivos.  

## Origem e Mercados
Fundada em 1996, em Portugal, por Paulo de Sousa Pereira, a Realizar Wordwide Events encontra-se presente em vários países. Em 2005, promoveu a sua internacionalização para Espanha, assim como, três anos mais tarde, a sua inauguração no Reino Unido. Em 2010, expandiu-se para os países do Benelux, abrangendo os mercados holandês, luxemburguês e belga. 

## Principais Eventos

### Eventos de Grande Escala
- CAN – Campeonato Africano das Nações (Sorteio, Abertura e Encerramento)[3]
- N7W - Declaração das Novas Sete Maravilhas do Mundo[4]
- Euro 2004 - Logotipo Humano[5]
- Festival dos Oceanos[6]

### Eventos Desportivos
- UEFA – Women’s Euro 2009 - Cerimónia de Encerramento[7]
- Unicef – Jogos Contra a Pobreza
- Big Air – Taça do Mundo de Snowboard
- Goal For África

## Prémios e Distinções
- Best Direction (2º) - CAN – Campeonato Africano de Nações]: 2010[8]
- Low Budget Event (2º) - Look Alive’10]: 2010[9]
- Cultural Event (2º) - Festival dos Oceanos – Edição 2009]: 2010[10]
- Cultural Event (1º) - Declaração das Novas 7 Maravilhas do Mundo]: 2009[11]
- Best Media Mix (1º) – Optimus Rebranding]: 2009[12]

### Recordes do Guinness World of Records
- O maior número de pessoas a usar narizes vermelhos (15.956): 2010
- O maior numero de bolas lançadas em simultâneo (10.000): 2010
- O maior Picnic (22.232 participantes): 2009
- A maior onda mexicana (8.453 participantes): 2010[13]
- O maior Logotipo Humano para a candidatura do Euro 2004 :1999